# Svijažsk
Svijažsk (ruski: Свия́жск, tatarski: Зөя/Zöyä) je selo u rajonu Zelenodoljsk u ruskoj republici Tatarstanu, smješteno na otoku u blizini desne obale umjetnog jezera Kujbyševsko, u području ušća rijeke Svijage u Volgu, oko 12 km sjeverozapadno od Zelenodoljska i 30 km zapadno od glavnog grada Tatarstana, Kazanja.
Katedrala i samostan Gospina Uznesenja na Svijažsku su 2017. godine upisani na UNESCO-ov popis mjesta svjetske baštine u Europi zbog „freski koje su među najrjeđim primjerima zidnih slika Istočne crkve”.

## Povijest
Svijažsk je nastao 24. svibnja 1551. godine po nalogu cara Ivana IV. tijekom posljednjeg rata protiv Kazanjskog Kanata kao logor za odlučujući napad prema njegovom glavnom gradu, Kazanju. U četiri tjedna, na običnoj poplavnoj ravnici podignuta je drvena utvrda od naplavina iz Volge i montažne građe iz obližnjeg grada Ugliča. 
Nakon konačne pobjede protiv kanata 1552. i njegova uklapanja u Rusko Carstvo Svijažsk je postao grad (U njemu je arhimandrit iz Kazanja smjestio svoju postaju) koji je procvao u drugoj polovici 16. stoljeća kao važan trgovački centar. Tu ulogu nije mogao dugo očuvati naspram mnogo većeg grada Kazanja. Nakon osnivanja nekoliko samostana, ipak je ostao važno vjersko središte iz kojega su Rusi pokušali pokrštavati Tatare. Vrhunac samostana je bio u drugoj polovici 18. stoljeća, a nakon toga njegova važnost opada sve do početka 20. stoljeća, kada je u mjestu ostalo tek nekoliko desetaka redovnika i redovnica.
Nakon osnivanja Kazanjskog guvernata početkom 18. stoljeća, grad Svijažsk je postao središte ujezda (upravni okrug) 1775. god. To je bilo administrativno središte jednog od prvih 13 (kasnije 12) ujezda, koji su ekonomski bili razvijeni, ali jedva. U kasnom 19. stoljeću, stanovništvo je imalo samo 2.365 osoba (popis 1897.), a padao je i dalje tijekom 20. stoljeća, da bi 1989. imao samo 747 stanovnika (Rusa 66% i Tatara 27%.), a 2002. pao na najmanji broj od 252 stanovnika.
Nakon Oktobarske revolucije 1917. i uspostave Sovjeta svijažski samostani su relativno rano zatvoreni od 1918. do 1924. godine. Prema administrativnom preuređenju nakon uspostave Tatarske ASSR 1920. i 1921. Svijažsk je postao centar kantona, koji se pretvara u rajon 1927. S raspadom rajona 1931. Svijažsk je izgubio svoju administrativnu funkciju i 1. veljače 1932. godine (prema drugim izvorima već 1926.) degradiran je u ruralno naselje (selo).
U zgradama nekadašnjeg samostana 1920-ih smješten je zatvor, onda potom preodgojni logor za mlade beskućnike, te 1953. psihijatrijska bolnica. Poplavljanjem Volge od 1957. – 1959. nastalo je Kujbyševsko umjetno jezero Svijažsk je ostao na oko 1,2 km dugom i 0,7 km širokom otoku. Godine 1960. Vijeće ministara proglasilo RSFSR Svijažsk za povijesni spomenik kulture republičkog značaja, što je potvrdilo i Vijeće ministara tatarske ASSR 1969. god. Godine 1980., mjesto je proglašeno za spomenik „sovjetskog-značaja” i u iste godine otvoren je prvi muzej u jednoj od crkava.
God. 1990., psihijatrijska klinika je zatvorena, a Veliki samostan je vraćen eparhiji Kazanjske ruske pravoslavne crkve i ponovno je otvoren 1997. godine. U planu je i da se samostan proglasi za „muzej-zapovednik” (заповедник – najviši stupanj državne zaštite) čime bi pristup otoku bio strogo ograničen ili potpuno zabranjen za javnost.

## Znamenitosti
Samostan Uznesenja Majke Božje je u sedamnaestom stoljeću imao u svojoj nadležnosti više od 50 sela u kojima je živjelo nekoliko desetaka tisuća ljudi. Danas se u njemu nalaze:
- Crkva Majke Božje „radost svih potlačenih” – najveća crkva u manastiru, izgrađena između 1898. – 1906. u neobizantskom stilu s četiri oltara; arhitekt F. Malinowski. Od 2012. traje njezina adaptacija.
- Katedrala Uznesenja Majke Božje – glavna katedrala samostana koju su podigli graditelji iz Pskova od 1556. – 1560., proširena je u sedamnaestom stoljeću, a u osamnaestom stoljeću njezina kupola je proširena i obnovljena u kozačko-baroknom stilu. Unutra su očuvane freske iz 16. st., dok ih je većina zamijennjena krajem devetnaestog stoljeća.
- Crkva sv. Nikole – najstarija građevina u samostanu, izgradili su je između 1555. – 1556. graditelji iz Pskova na čelu s Ivanom Sziriajom. Pored crkve se nalazi 43 metara visok zvonik. Dio crkve je izvorna postaja kazanjskog hermana iz 16. st.
- Arhimandritova kuća – dvokatna stambena zgrada iz sedamnaestog stoljeća, koja je od 1829. – 1859. bila sjedište niže duhovne škole, koja je zatim prebačena u Kazanj.
- samostanska škola iz osamnaestog stoljeća.
- stambena zgrada za redovnike iz crkve sv. Mitrofana Voroneškog.

- Katedrala i samostan Gospina Uznesenja na Svijažsku
- Katedrala Velike Gospe
- Crkva sv. Nikole
- Crkva Theotokos Ivansko-Predtečenskog ženskog konvikta
- Arhimandritova kuća

## Vanjske poveznice
- Svijažsk  Arhivirana inačica izvorne stranice od 8. prosinca 2012. (Wayback Machine) na web stranici Državnog Sveučilišta u Kazanju (rus.) (engl.)